# Little Big Lisa
Little Big Lisa (France) ou Un gars, une fille (Québec) (Little Big Girl) est le 12e épisode de la saison 18 de la série télévisée d'animation Les Simpson.

## Synopsis

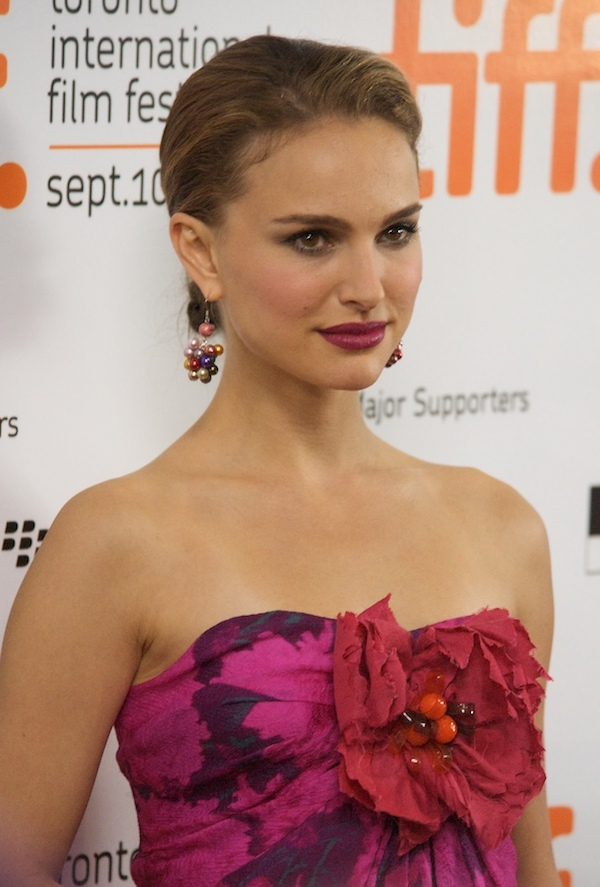
Natalie Portman, voix originale du personnage de Darcy dans cet épisode

Lisa doit raconter l'histoire de sa famille pour une journée multi-culturelle à l'école mais comme elle a honte de ses ancêtres après qu'Homer et Abraham lui disent qu'ils n'ont pas d'ancêtres intéressants, elle invente une histoire du peuple Itachi (un four micro-ondes)  pour présenter sa famille sous un meilleur jour. Seymour Skinner et L'inspecteur Chalmers la félicite et la choisissent pour représenter l'école à un congrès. Mais Lisa ne veut pas mentir.
Son frère Bart réussit à éteindre, en volant tous les extincteurs de l'école, un incendie que Cletus a déclenché. Pour le remercier, le maire Joe Quimby lui délivre un permis de conduire. Bart en profite pour faire des balades en voiture, et, en roulant dans la ville voisine (North Haverbrook), il rencontre Darcy, une fille qui veut sortir avec lui pensant qu'il a plus de seize ans. Darcy avoue à Bart qu'elle est enceinte d'un jeune Norvégien.